# 纳赫什河
纳赫什河，位于中华人民共和国新疆维吾尔自治区喀什地区叶城县南部地区的一条河流，是叶尔羌河源流区左岸支流。上游称恰地吉尔勒尕河，发源于喀喇昆仑山脉阿吉里山北坡的沙斯库木巴冰川西端，由西南向东北流9千米后折向东南流，出山口后蜿蜒向东流，汇入叶尔羌河。河流全长58千米，流域面积1168平方千米，年均径流量约2.1亿立方米。纳赫什河流域地处高寒山区，人迹罕至，无常住居民。